# Eliška Kleinová
Eliška Kleinová (* 27. Februar 1912 in Přerov, Mähren; † 2. September 1999 in Prag) war eine tschechische Klavierpädagogin jüdischer Herkunft.

## Biografie
Eliška Kleinová wurde als zweite Tochter der Eheleute Helene Klein geb. Ilona Marmorstein und Jindřich Klein in Prerau als Elisabeth („Lisa“) Klein geboren. Ihren (eigentlich falsch übersetzten) tschechischen Namen erhielt sie bei der Einschulung.
Nach erstem Musikunterricht bei Karel Mařík ab 1922 zog sie 1929 nach Prag um am dortigen Konservatorium u. a. bei Jan Heřman Klavier zu studieren. Dort lernte sie Erik Adolf Saudek und Rafael Schächter kennen. Von hier aus sorgte sie auch dafür, dass ihr Bruder Gideon ebenfalls in Prag unterrichtet wurde. Gideon kam zunächst einmal monatlich nach Prag, zog aber später bei ihr ein. Ihre Mutter folgte 1934. 1935 schloss sie ihr Studium bei Jan Heřman mit dem Mozart Klavierkonzert d-Moll KV 466 ab.
Im gleichen Jahr kam auch ihre 1909 geborene Schwester Edita über Frankreich aus Palästina zurück, wohin sie 1929 ausgewandert war. Zu dieser Rückkehr war ihre Schwester gezwungen, da sie als Mitglied der Kommunistischen Partei mehrfach verhaftet worden war. In Prag angekommen, arbeitete die Schwester weiter für die Roten Hilfe und bezog auch Eliška Kleinová ein, die noch 1937 als geheime Botin nach Wien reiste.

### Verfolgung
Im November 1939 wurden die tschechischen Hochschulen geschlossen. Im Mai 1940 wurde ihr Schwager und im August des gleichen Jahres ihre Schwester Edita verhaftet.
Nachdem ihr Bruder Gideon vom 1. bis 4. Dezember 1941 als "AK" (Aufbaukommando) ins Ghetto Theresienstadt abtransportiert wurde, folgte ihre Deportation am 16. Juli 1942. Dort kam sie durch Hilfe Gideons zusammen mit ihrer Mutter auf einem Dachboden eines Hauses statt in den Kasernen unter. Sie konnte in einem Kinderheim und später in einer Bäckerei arbeiten.
An dem kompositorischen Schaffen ihres Bruders, der ihr die Werke widmete, nahm sie regen Anteil. Im Gegensatz zu ihrem Bruder beteiligte sie sich aber nicht am Kulturleben in Theresienstadt.
Als die Gefahr bestand, dass alleinstehende Frauen deportiert wurden, heirateten Eliška und der mit ihr und ihrem Bruder befreundete Komponist Hans Krása am 22. August 1943 formal – ließen sich später aber wieder scheiden.
Vom 12. bis 14. Oktober 1944 wurde sie zusammen mit ihrer Mutter und Tante nach Auschwitz deportiert und bei der Selektion von ihnen getrennt. In Auschwitz erfuhr sie von der Hinrichtung ihres Schwagers 1942 in München sowie dem Tod ihrer Schwester 1943 in Auschwitz während einer Typhus-Epidemie. Nach einigen Wochen gelangte sie ins Außenlager Kurzbach bei Oppeln. Am 21. Januar 1945 konnte sie bei einem mehrtägigen Abzugsmarsch in Wohlau zusammen mit Gertruda Sekaninová und sechs anderen Frauen fliehen und kam am 29. Januar in Prag an. Hier half ihr Erik Saudek, sich im Stadtteil Smíchov bis zum Prager Aufstand am 5. Mai 1945 zu verstecken.
Von Erik Saudek erhielt sie auch einen letzten Brief von ihrem Bruder Gideon, den Fritz Gratum aus Fürstengrube schmuggeln konnte. Der Komponist Vojtěch Saudek, Sohn von Erik Saudek, widmete Gideon Klein ein Klavierkonzert.

### Einsatz für Gideon Klein
Nach dem Krieg arbeitete sie als Klavierpädagogin und kämpfte für das Bekanntwerden der Werke ihres ermordeten Bruders und Hans Krásas. So spielte 1946 Pavel Štěpán die Uraufführung der Klaviersonate von Gideon Klein.
Aber erst in den 70er Jahren konnte sie eine musikwissenschaftliche Aufarbeitung der Unterlagen anstoßen. Als 1991 ein Koffer mit bisher unbekannten Handschriften von Gideon Klein entdeckt wurde, war ihr Bruder dank dieser Arbeiten inzwischen so bekannt, dass die gefundenen Werke in kurzer Zeit aufgeführt wurden. 1993 erschien das Gesamtwerk von Gideon Klein im Druck.

### Klavierpädagogin
In den fünfziger Jahren litt auch sie unter den politischen Entwicklungen und wurde 1952 aus dem Konservatorium geworfen. Erst 1954 konnte sie sich soweit rehabilitieren, dass sie wieder musikpädagogisch arbeiten konnte. Später gab sie auch Etüdensammlungen heraus. Bekannt ist ihre gemeinsam mit Fišerová und Müllerová herausgegebene Klavierschule des Blattspiels. Noch im Oktober 1993 wurde sie fast 82-jährig von der EPTA (European Piano Teacher Association) eingeladen, einen Vortrag in Mainz zu halten, dessen Zuspruch sie sehr bewegte.